# Hanne Windfeld
Hanne Windfeld (* 4. März 1959) ist eine dänische Schauspielerin.

## Leben
Hanne Windfeld absolvierte ihre Schauspielausbildung von 1980 bis 1985 an der Staatlichen Theaterhochschule in Kopenhagen. Als Bühnendarstellerin wirkte sie in zahlreichen Theaterstücken mit, so unter anderem auch am Königlichen Theater Kopenhagen, am Odense Teater, am Aarhus Teater, am Folketeatret, am Betty-Nansen-Theater, am Aalborg-Theater oder am Gladsaxe-Theater. Seit dem Jahr 1983 hat sie in unregelmäßigen Abständen als Schauspielerin vor der Kamera in mehr als 20 Film-und-Fernsehproduktionen mitgewirkt. Im Jahr 2017 wurde sie mit dem Reumert-Theaterpreis als Beste Hauptdarstellerin ausgezeichnet. Sie ist auch als Synchronsprecherin für Zeichentrickfilme aktiv.
Windfeld ist mit dem Autor Per Holm Knudsen (* 1945) verheiratet.

## Filmografie (Auswahl)
- 1983: Bamses billedbog
- 1985: Venner forever
- 1990: Dagens donna
- 1994: Strenge tider
- 2000: Unit One – Die Spezialisten (Fernsehserie, 2 Folgen)
- 2002: Für immer und ewig
- 2015: Norskov (Fernsehserie, 1 Folge)
- 2019: Kidnapping (Fernsehserie, 2 Folgen)